# Sambou Yatabaré
Sambou Yatabaré (Beauvais, Francia, 2 de marzo de 1989) es un futbolista maliense que juega como centrocampista en el A. S. Saint-Ouen-l'Aumône del Championnat National 3.

## Selección nacional
Ha sido internacional absoluto con la selección de Malí en 32 ocasiones anotando cinco goles. En categorías inferiores había disputado dos amistosos con Francia sub-21.

## Estadísticas
| Club               | Temporada          | Liga | Liga  | Copa | Copa  | Europa | Europa | Total | Total |
| Club               | Temporada          | Apps | Goles | Apps | Goles | Apps   | Goles  | Apps  | Goles |
| ------------------ | ------------------ | ---- | ----- | ---- | ----- | ------ | ------ | ----- | ----- |
| SM Caen            | 2008-09            | 11   | 1     | —    | —     | —      | —      | 11    | 1     |
| SM Caen            | 2009-10            | 21   | 0     | 4    | 0     | —      | —      | 25    | 0     |
| SM Caen            | 2010-11            | 25   | 2     | 1    | 1     | —      | —      | 26    | 3     |
| SM Caen            | Total              | 57   | 3     | 5    | 1     | 0      | 0      | 62    | 4     |
| AS Mónaco          | 2011-12            | 9    | 1     | 1    | 0     | —      | —      | 10    | 1     |
| SC Bastia          | 2012-13            | 28   | 1     | 1    | 0     | —      | —      | 29    | 1     |
| SC Bastia          | 2013-14            | 3    | 0     | —    | —     | —      | —      | 3     | 0     |
| SC Bastia          | Total              | 31   | 1     | 1    | 0     | 0      | 0      | 32    | 1     |
| Olympiacos FC      | 2013-14            | 5    | 1     | 2    | 1     | 3      | 0      | 10    | 2     |
| SC Bastia          | 2013-14            | 13   | 1     | —    | —     | —      | —      | 13    | 1     |
| EA Guingamp        | 2014-15            | 19   | 1     | 2    | 0     | 8      | 0      | 29    | 1     |
| Standard Lieja     | 2015-16            | 13   | 0     | 3    | 0     | —      | —      | 16    | 0     |
| Werder Bremen      | 2015-16            | 0    | 0     | 0    | 0     | —      | —      | 0     | 0     |
| Totales en carrera | Totales en carrera | 147  | 8     | 14   | 2     | 11     | 0      | 172   | 10    |

## Vida personal
Su hermano Mustapha Yatabaré también fue jugador de fútbol y delantero en la selección de fútbol de Malí.